# Universal Soldier: Day of Reckoning
Universal Soldier: Day of Reckoning ist ein US-amerikanischer Science-Fiction-Film aus dem Jahr 2012 von John Hyams. Der Film ist eine Fortsetzung von Universal Soldier: Regeneration aus dem Jahr 2009. Hauptdarsteller sind Scott Adkins, Jean-Claude Van Damme und Dolph Lundgren.

## Handlung
John muss mit ansehen, wie seine Frau und seine Tochter durch maskierte Männer getötet werden. Nachdem er aufgrund schwerer Verletzungen neun Monate später aus dem Koma erwacht, kann er sich erinnern, dass der Mörder kurz nach der Tat seine Maske abgenommen hat. Auf einem Foto eines Regierungsbeamten, der ihn im Krankenhaus besucht, identifiziert John den Soldaten Luc Deveraux, der Teil des Universal-Soldier-Programms ist. John macht sich nach der Entlassung aus dem Krankenhaus auf die Suche nach der eigenen Identität und nach Deveraux, um sich zu rächen. Dabei wird er von dem Universal Soldier Magnus angegriffen, den er erfolgreich abwehren kann. Durch die Striptänzerin Sarah erfährt er einige Details aus seiner Vergangenheit, an die er sich nicht erinnern kann.
Deveraux plant, mithilfe einer eigenen Armee aus „Universal Soldiers“ gegen die Regierung aufzubegehren. John wird von einem bewaffneten Soldaten zu einer Flussfahrt abgeholt und gelangt so zum Versteck von Deveraux. Deveraux hat sich in den Dschungel zurückgezogen, um seine Rebellion gegen die US-Behörden vorzubereiten. John tötet im Alleingang fast die gesamte Armee, zuletzt auch Andrew Scott und Luc Deveraux. Zum Schluss scheint John die Rolle von Deveraux angenommen zu haben.

## Hintergrund
John Hyams übernahm für die Fortsetzung erneut die Regie. Es handelt sich um den ersten Teil der Serie, der in 3-D verfilmt wurde.
Die Produktion kam weltweit nur sehr eingeschränkt in die Kinos und spielte rund 1,5 Millionen US-Dollar ein. In den Vereinigten Staaten wurden durch den DVD- bzw. Blu-ray-Verkauf rund 3,8 Millionen US-Dollar eingenommen.
Die deutsche Erstaufführung fand am 23. August 2012 im Rahmen des Fantasy Filmfests statt.

## Rezeption
Universal Soldier: Day of Reckoning erhielt gemischte Kritiken. Bei Rotten Tomatoes erhielt er eine Bewertung von 55 %.
Das Lexikon des internationalen Films urteilt, dass der Film „auf der Bildebene virtuos komponiert“ sei und ansonsten „brutales Zitatenkino“ biete. Zudem sei die Produktion gespickt mit „psychedelischen Anleihen bei "Apocalypse Now"“.